# Hämatom
Hämatom (с нем. — «Гематома») — немецкая Neue Deutsche Härte-группа, играющая преимущественно грув-метал.

## Состав и сценический образ

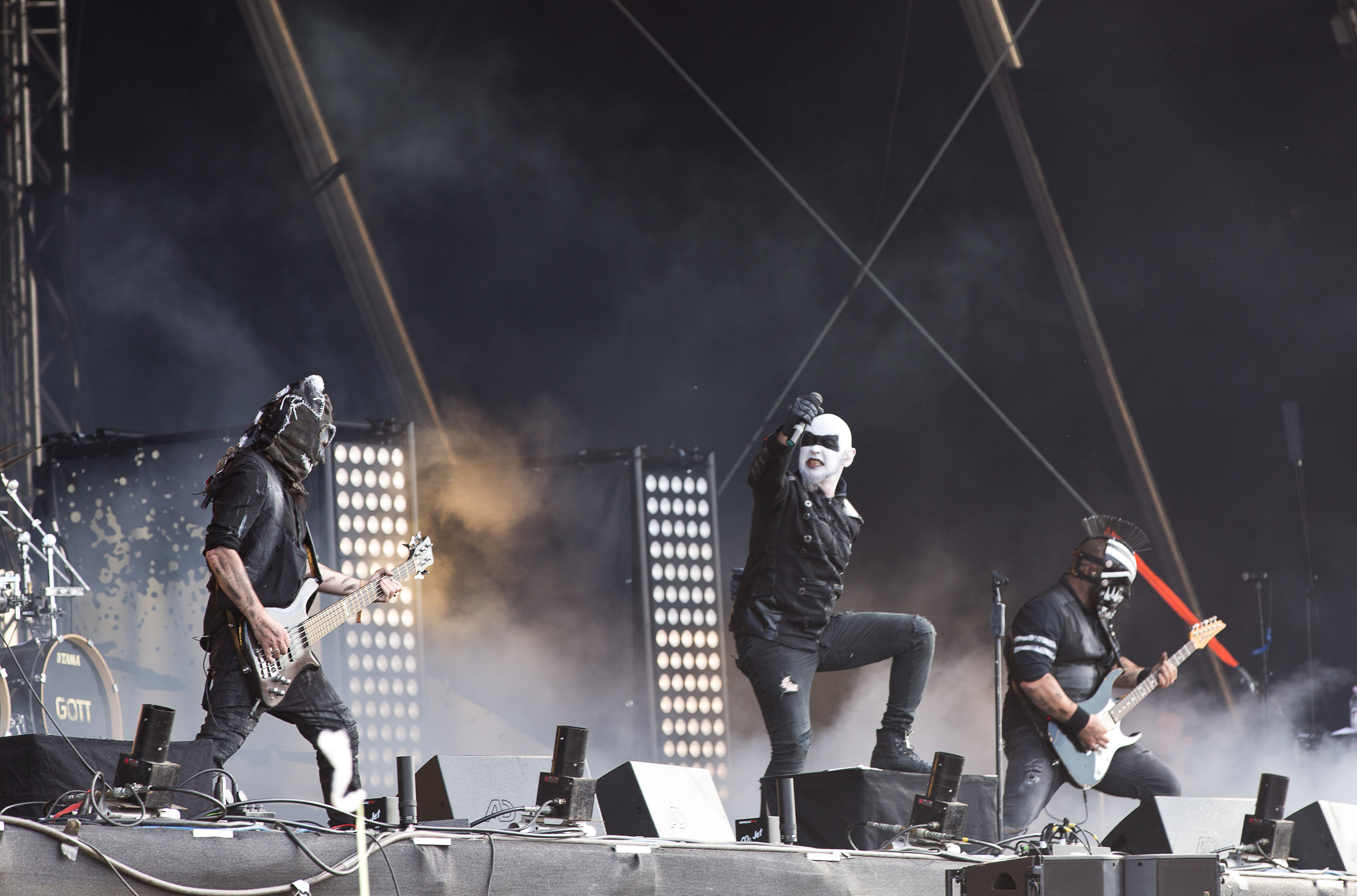
Hämatom

Коллектив состоит из четырёх музыкантов, выступающих непосредственно на сцене, и ещё из двух закулисных участников. Двое последних были в группе с момента её основания, один из них выполняет функции продюсера, а другой ответственный за визуальную часть. Все шестеро принимают участие в создании песен, в том числе и в совместном написании текстов.
Согласно выбранной концепции сценического образа, участники Hämatom используют в творчестве исключительно сценические псевдонимы.
Таким образом коллектив состоял из:
- «Nord» («Север») — вокал
- «Ost» («Восток») — гитара
- «West» («Запад») — бас-гитара
- «Süd» («Юг») — ударные
- «Äquator» («Экватор») — музыкальный продюсер
- «Pol» («Полюс») — визуальная часть

Неотъемлемой чертой сценического образа Hämatom является, то, что музыканты появляются на концертах и видеоклипах в специальных масках, также как и участники американской группы Slipknot. Однако, схожесть двух коллективов на этом исчерпывается, по звучанию, тематике и стилистике песен это совершенно непохожие коллективы.

## История

### 2004—2009

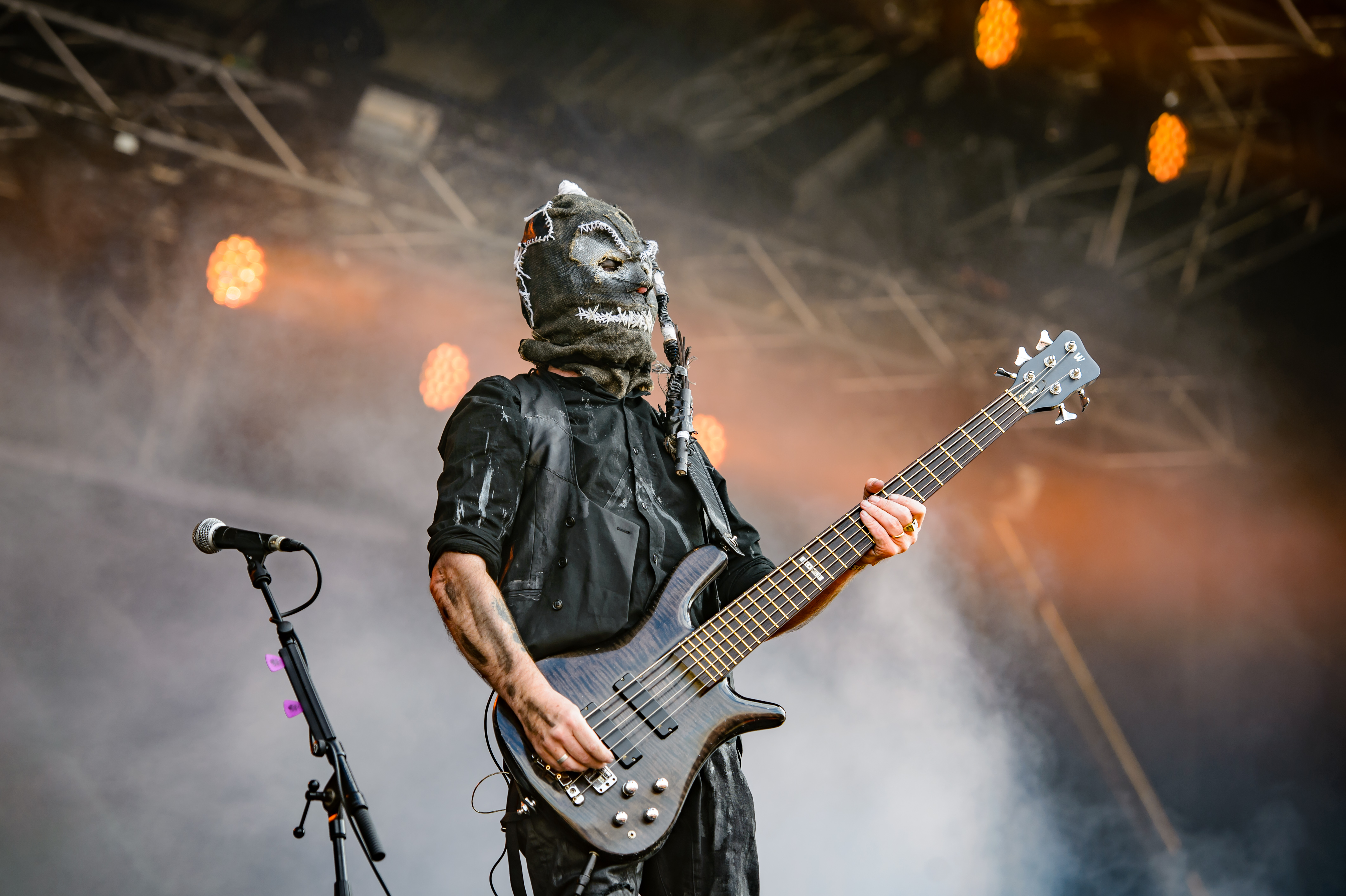
West

Группа была основана шестью участниками в сентябре 2004 года. Первое официальное выступление состоялось 23 декабря того же года в рамках фестиваля «The Night before Christmas» (Ночь перед Рождеством) в немецком городе Холльфельде, где они предстали в своём эпатажном образе.
Весной 2005 года был создан основной материал для первого мини-альбома группы «Nein» (рус. Нет). В основу текстов песен легли сюжетные линии и персонажи из немецких сказок, куда вошли песни «Butzemann», «Hänsel und Gretel», «Häschen», «Kiste».
Также 2005 год Hämatom провёл в сопровождении концертных туров по стране таких коллективов как J.B.O. и Knorkator.
В феврале 2006 года Hämatom совершили своё первое турне, в котором выступили в 10 немецких городах.
Последующие несколько лет Hämatom активно выступает на различных площадках в своём родном регионе на севере Баварии — в Нижней, Средней и Верхней Франконии. А также принимает участие в различных рок-фестивалях и опен-эйрах страны. Участвует на разогреве в гастрольных турах в Германии коллективов Eisregen и Die Apokalyptischen Reiter а также в турне J.B.O. по Австрии и Швейцарии. Выступления в германоязычных Австрии и Швейцарии стали первым зарубежным опытом Hämatom, где они нашли поддержку поклонников метала.
Начиная с лета 2007 года, группа работает над записью своего первого полноценного альбома «Wut» (рус. Ярость), вышедшего в январе 2008 на лейбле «Megapress».
Этот период для группы является периодом становления, сотрудничая с различными коллективами, Hämatom находится в поиске своего стиля выбирая из различных ответвлений экстремального метала. Также появляется определённая смысловая нагрузка текстов песен, выстроенная в определённом контексте. Группа стала придерживаться остросоциальной тематики текстов, сочетая в ней критику определённых устоявшихся взглядов современного общества и реакцию на острые социально-политические проблемы.

### 2009—2012

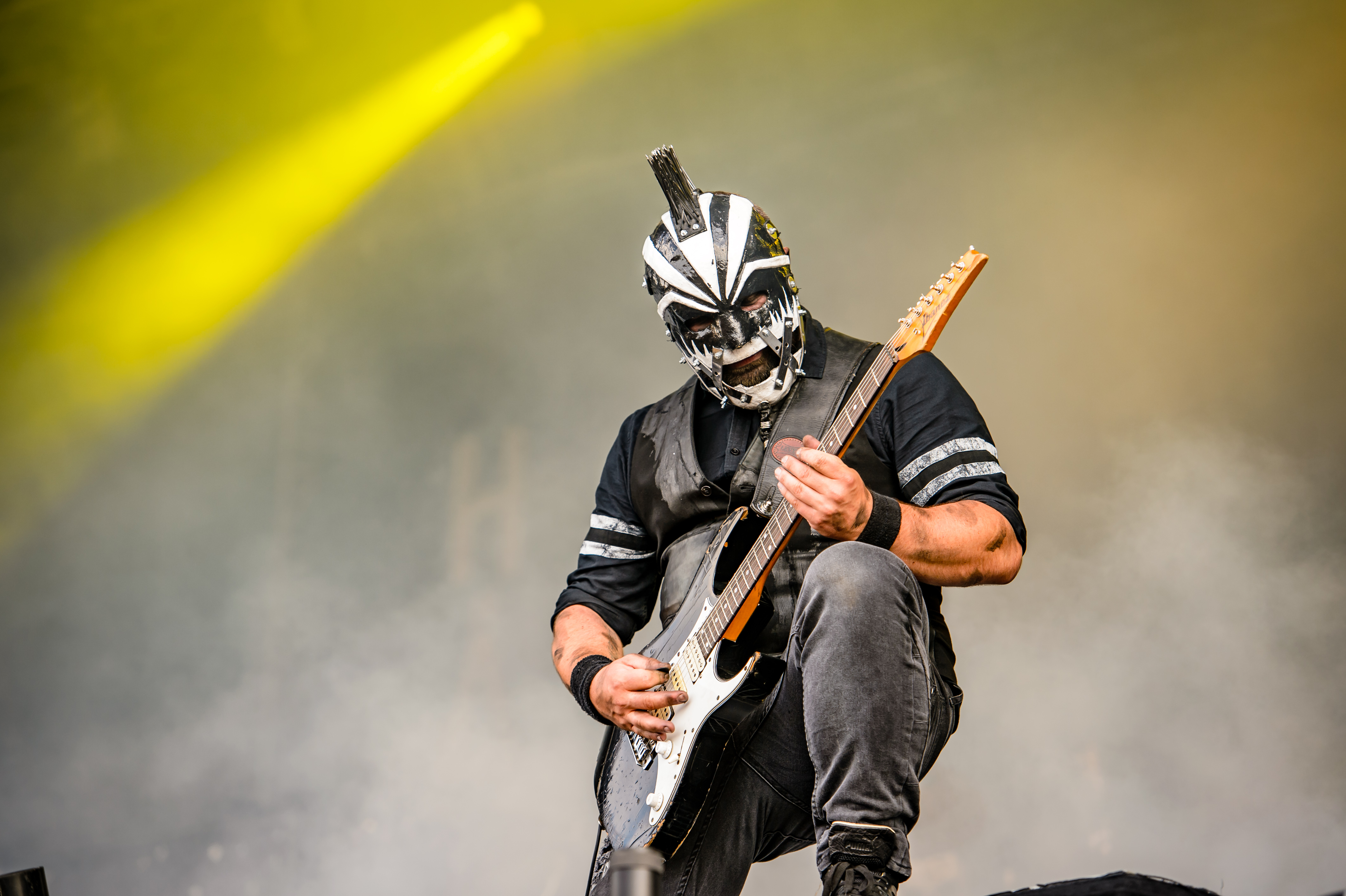
Ost

Во второй половине 2009 года коллектив выпускает своё первое официальное видео на песню «Schau sie spielen Krieg» (рус. Смотри, они играют в войну), где содержится антивоенный призыв.
С осени 2009 года Hämatom работает над созданием своего второго студийного альбома «Stay Kränk», вышедшего в январе 2010 на лейбле «Rookies and Kings», альбом стал прорывным для группы.
В ноябре 2010 года вышло второе официальное видео Hämatom «Eva».
Осенью 2011 года вышел третий студийный альбом «Wenn man vom Teufel spricht» (рус. Когда дьявол говорит).
В сентябре 2011 вышел видеоклип на песню «Totgesagt Doch Neugeboren — Teil 2» с приглашенными вокалистами Филипом Бургером из Frei.Wild и Патриком Прживара из Fiddler’s Green. Аранжировщиком выступил немецкий композитор и продюсер Алекс Лысьяков, продюсер Frei.Wild.
В феврале 2012 года был снят видеоклип «Neandertal», где музыканты сравнили повадки и меркантильные ценности современной цивилизации с инстинктами первобытного человека. Эта песня является кавер-версией одноимённой песни немецкой поп-рок группы Erste Allgemeine Verunsicherung (EAV) популярной в 1980-х.

### 2013—2014
Весной 2013 года Hämatom приступили к записи своего четвёртого студийного альбома «Keinzeitmensch». Этой же весной они дали несколько концертов, при содействии Алекса Лысьякова, в Южном Тироле (Италия).

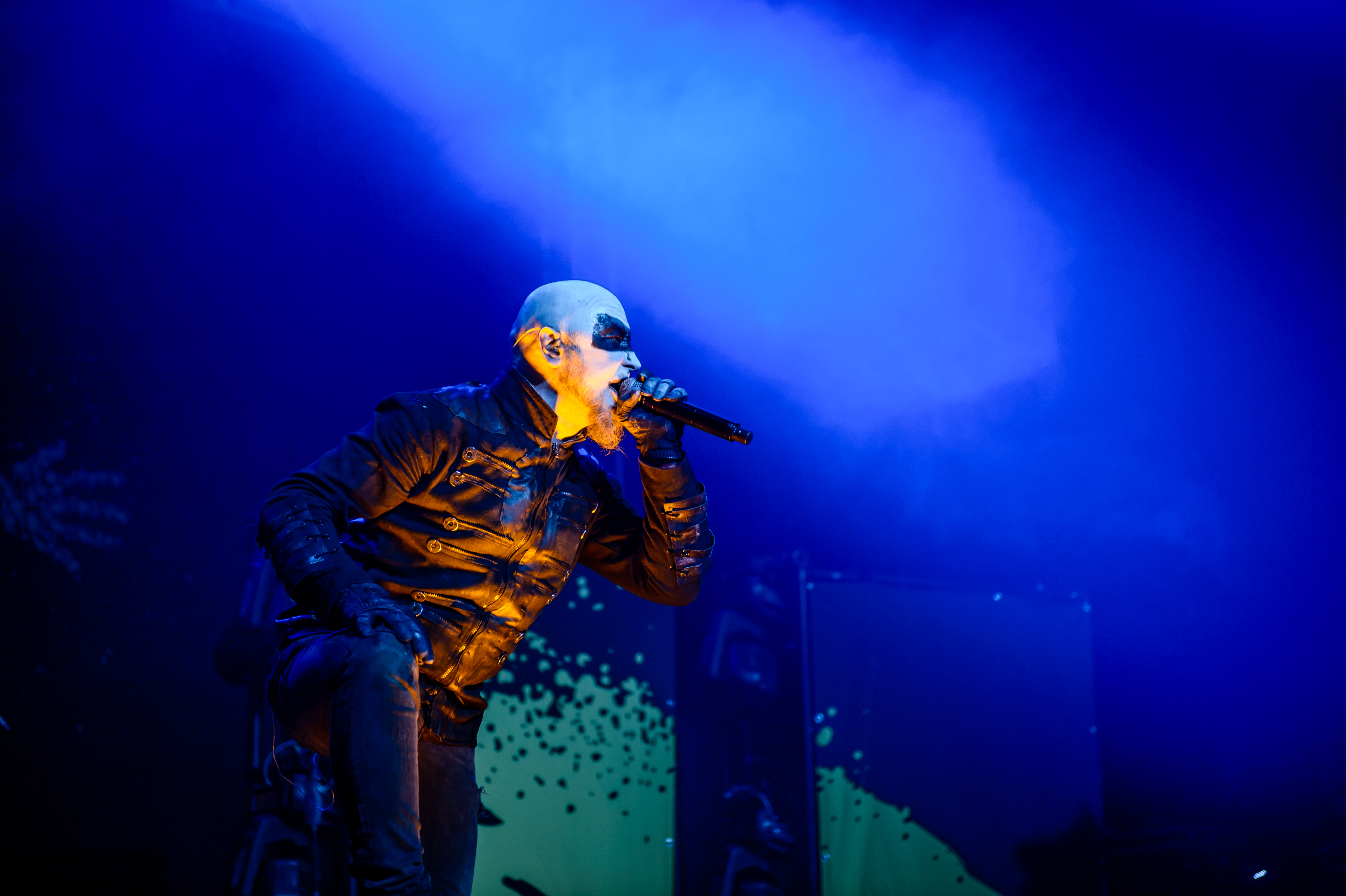
Nord

В июле 2013 года Hämatom вместе с Rammstein, Bullet for My Valentine, Enslaved выступили в качестве хэд-лайнеров на «Sofia Rocks Festival» в столице Болгарии Софии.
В сентябре 2013 вышел четвёртый студийный альбом группы «Keinzeitmensch», который занял 21-ю позицию в Media Control Charts.
Для продвижения альбома выходят 2 официальных видеоклипа. В августе «Alte Liebe rostet nicht» (рус. Старая любовь не ржавеет). В сентябре — «Ahoi!» (рус. Полундра!), в котором музыканты обратились к проблеме нелегальных беженцев из Африки, погибающих при попытке переплыть через Сицилийский пролив и достичь берегов ЕС.
В октябре того же года в поддержку альбома Hämatom провёл турне по городам Германии, Австрии и Швейцарии.
В феврале 2014 года вышло официальное видео «Säulen des Wahnsinns» (рус. Столбы Безумия), где музыканты предстали не только в своих масках, но и в масках в которых легко угадываются черты лиц четырёх лидеров государств — канцлера Германии Меркель, президента США Обамы, президента России Путина и на тот момент уже бывшего премьер-министра Италии Берлускони.

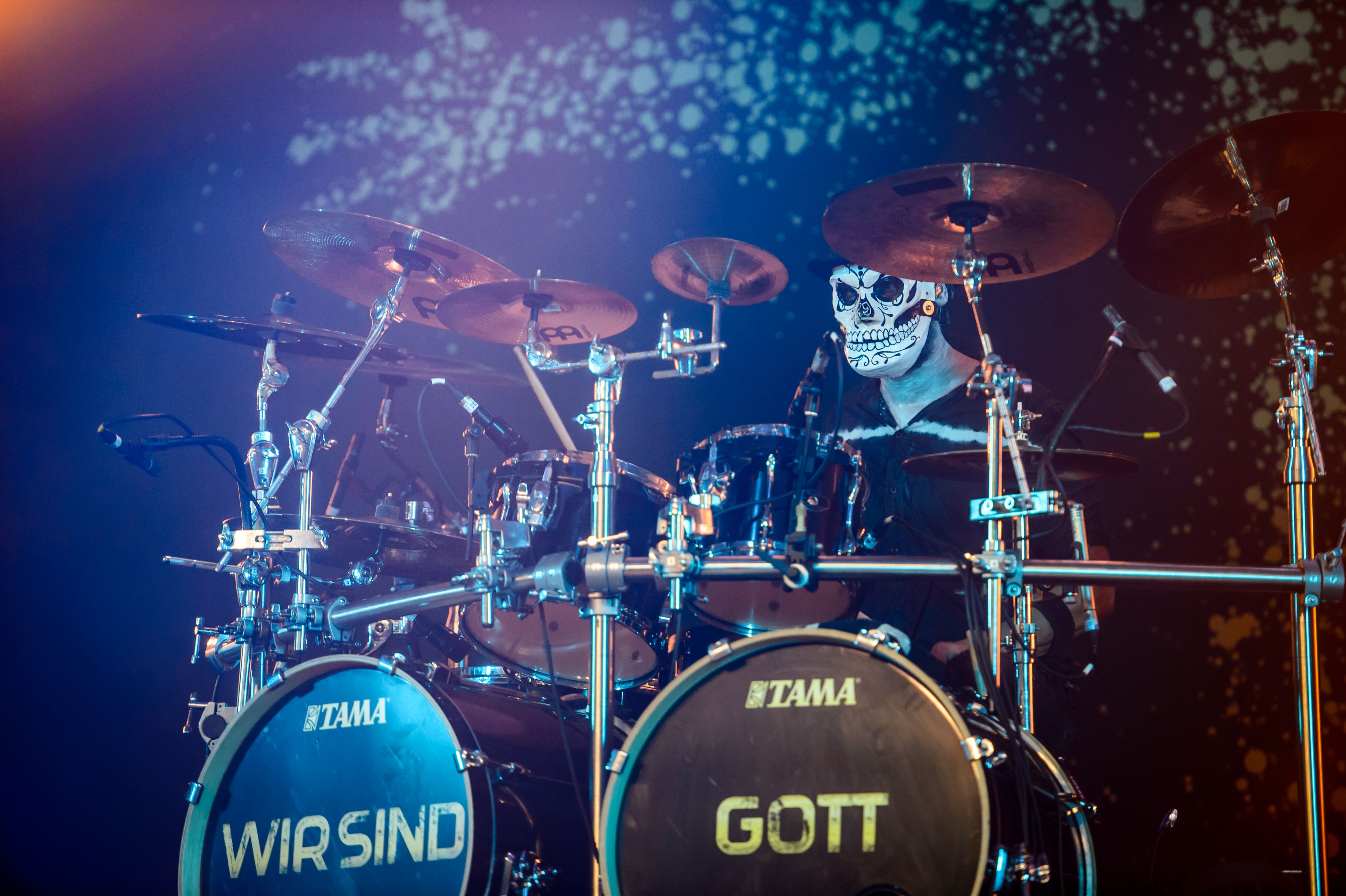
Süd

В середине октября 2014 вышел альбома «X» (римское число 10) приуроченный к 10-й годовщине создания группы. Альбом вышел спустя чуть более года после предыдущего. Состоит из двух частей — во второй несколько новых песен и ремиксы на известные песни группы. Первая часть состоит из десяти кавер-версий песен немецкоязычных исполнителей, каждая из которых выходила в определённый год с 2004 по 2014 и становилась хитом в Германии. Оригинальные композиции кавер-версий были исполнены в жанрах рэп, хип-хоп, поп, электро-поп, готик-метал, соул, фанк и сайкобилли в обработке Hämatom приобрели звучание трэш-метал.
Альбом «X» занял 16-ю позицию в Media Control Charts.

На ноябрь 2014 года был запланирован несостоявшийся концертный тур по России в шести городах — Москве, Санкт-Петербурге, Воронеже, Волгограде, Самаре и Челябинске. За неделю до начала концерта в Москве на официальном сайте было размещено объявление об отмене тура в связи с тем, что участники группы не смогли в необходимые сроки получить российские визы. Там же были размещены извинения перед российскими поклонниками и заверения о намерении перенести концертный тур на 2015 год.
15 августа 2023 года после тяжёлой болезни скончался бас-гитарист группы West. В связи с этим был отменен концерт Rock The Lakes, о чём написала группа в профиле Instagram.

## Образы

### 2008—2011

#### Nord,Ost
В 2008 году Nord надевал белый костюм с чёрными линиями и галоши. В этот период имидж гитариста был таков: Чёрная толстовка, коричневые шорты и кроссовки. Маска была чёрной, и содержала
красные пятна, также на ней была молния.

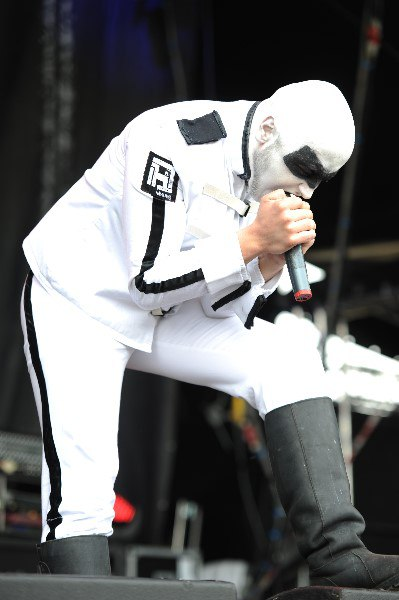

#### West,Süd
В этот период у басиста была обычная, как и у гитариста, одежда, а вот с маской дела поинтересней. Маска (как и будет в будущем) имеет следующую комплекцию: Форма напоминает мешок, рот завязан и имеются вырезы под глаза. Также есть хвост. Сама маска напоминает маску висельника. У «Юга» в этот период был весьма интересный образ. Футболка с логотипом группы, и однотонная маска хорошо дополняют друг друга (как кажется автору статьи).

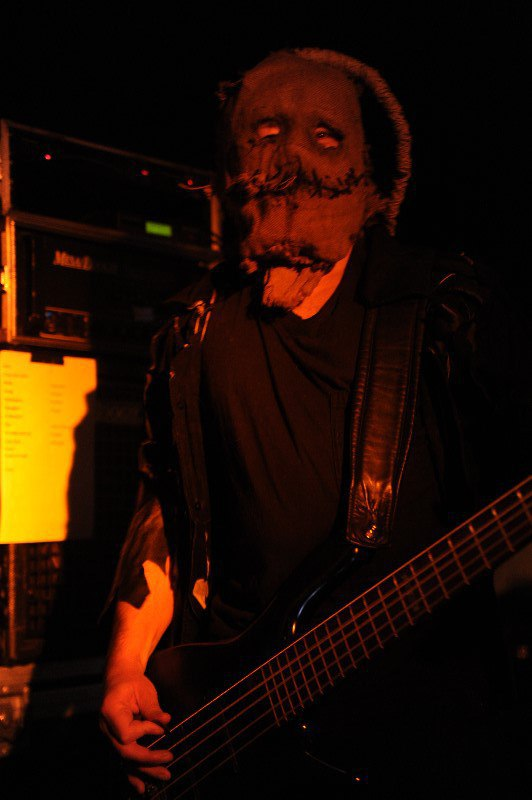

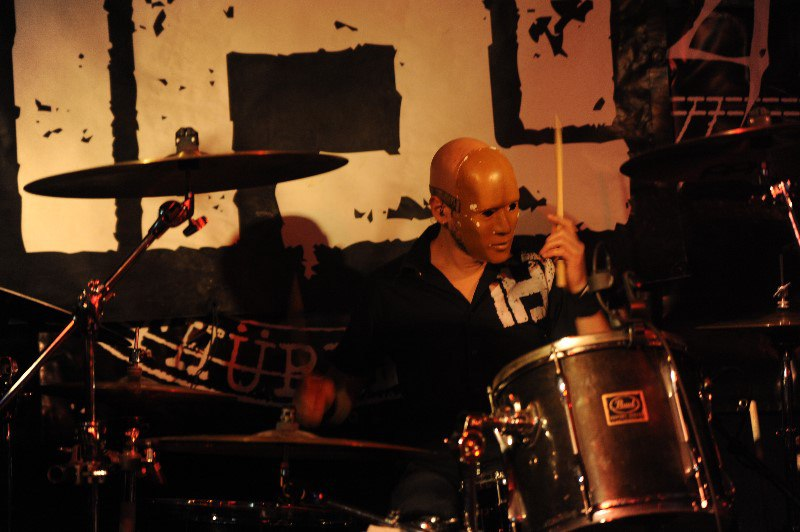

 

### 2011—2013

#### Nord,Ost
«Север» решил сменить белый костюм на чёрную курту c вставкой «Nord», что, конечно же, обозначало его сценическое имя, и серые джинсы. Позже (в 2012 году) он начнёт одевать чёрные перчатки. При выходе альбома «Когда дьявол говорит» «Восток» сменил маску, да и в целом внешний вид. Он стал одевать чёрную рубашку (либо с логотипом группы, либо без логотипа) и джинсы. Больше изменений не было.

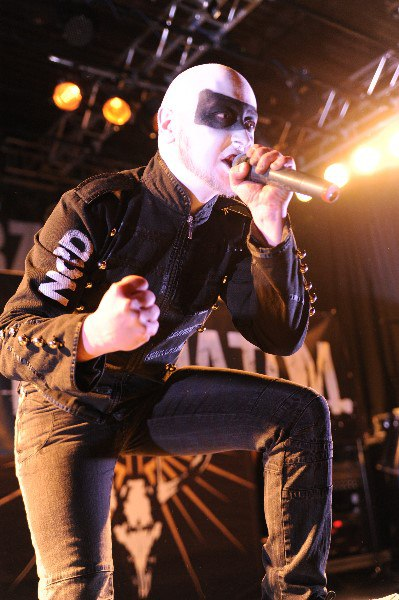

Хочется немного сказать о новой маске. Крепилась она с помощью резиновых ремешков, а предыдущая маска крепилась на тканевых ремешках. Также появилась раскраска маски напоминающая африканские племенные раскраски

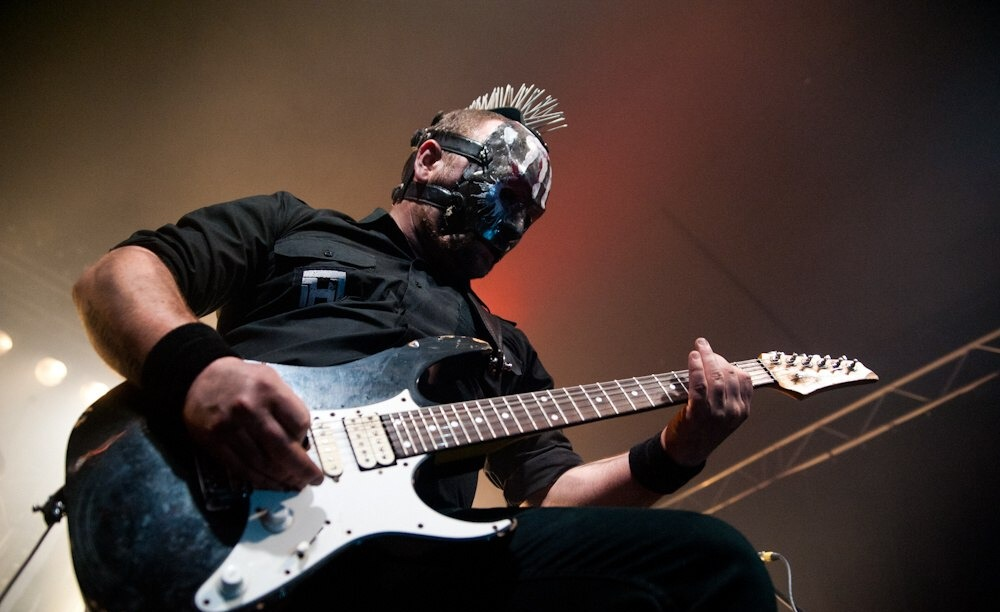

#### West,Süd
В целом, в виде «Запада» ничего не изменилось. Стал надевать жилетку (не всегда) и рубашку, маска без существенных изменений (были изменены контуры маски, добавлены брови и прочие мелкие улучшения) А вот в внешнем виде Юга появились существенные изменения касающиеся маски. Маска обрела цвета. Челюсть выполнена в чёрном цвете с белыми «зубами», остальная же часть белая. Юг не сменил рубашку, да и в целом одежда осталась прежней. 

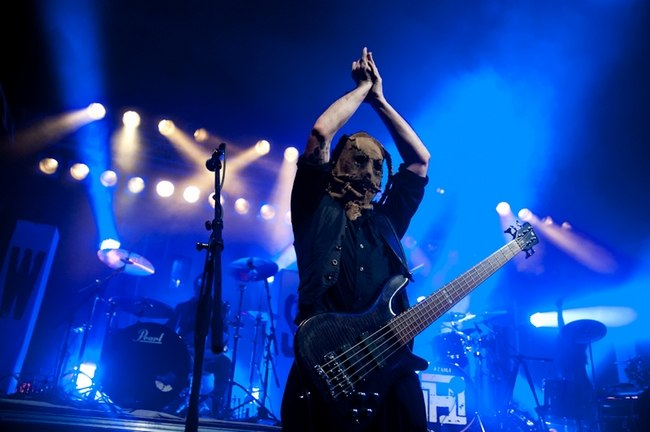

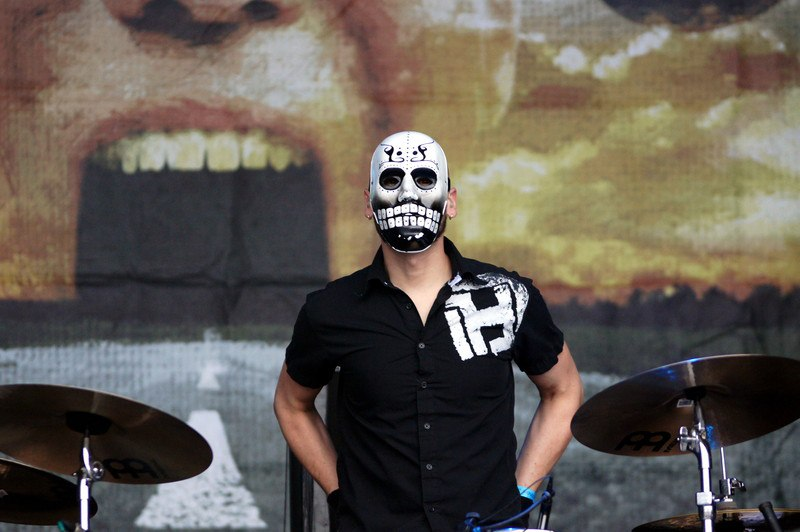

## Альбомы
| Название                       | Год выпуска | Лейбл                               |
| ------------------------------ | ----------- | ----------------------------------- |
| Nein (E.P.)                    | 2005        | Kick Аss Records                    |
| Wut                            | 2008        | Megapress                           |
| Stay Kränk                     | 2010        | Rookies and Kings                   |
| Wenn man vom Teufel spricht    | 2011        | Rookies and Kings                   |
| Alte Liebe rostet nicht (E.P.) | 2013        | Rookies and Kings                   |
| Keinzeitmensch                 | 2013        | Rookies and Kings                   |
| Х                              | 2014        | Rookies and Kings                   |
| Fick das System (E.P.)         | 2016        | Rookies and Kings                   |
| Wir sind Gott                  | 2016        | Rookies and Kings                   |
| Bestie der Freiheit            | 2018        | Sony Music Entertainment / Columbia |
| Maskenball                     | 2019        | Sony Music Entertainment / Columbia |
| #FCKCRN (E.P.)                 | 2020        | Sony Music Entertainment / Columbia |

## Видеоклипы
| Год  | Название                                                                                                | Альбом                             |
| ---- | --- | ---------------------------------- |
| 2008 | Leck Mich!                                                                                              | Wut, 2008                          |
| 2009 | Schau sie spielen Krieg                                                                                 | Stay Kränk, 2010                   |
| 2010 | Eva | Stay Kränk, 2010                   |
| 2011 | Sturm                                                                                                   | Wenn man vom Teufel spricht, 2011  |
| 2011 | Totgesagt doch Neugeboren — Teil 2 feat. Philipp Burger (Frei.Wild) und Pat Prziwara (Fiddler’s Green). | Wenn man vom Teufel spricht, 2011  |
| 2011 | Neandertal                                                                                              | Wenn man vom Teufel spricht, 2011  |
| 2013 | Alte Liebe rostet nicht                                                                                 | Keinzeitmensch, 2013               |
| 2013 | Ahoi | Keinzeitmensch, 2013               |
| 2014 | Säulen des Wahnsinns                                                                                    | Keinzeitmensch, 2013               |
| 2014 | Seelenpiraten                                                                                           | Keinzeitmensch, 2013               |
| 2014 | Teufelsweib                                                                                             | X, 2014                            |
| 2014 | Kids (2 Finger an den Kopf)                                                                             | X, 2014                            |
| 2014 | Bilder im Kopf                                                                                          | X, 2014                            |
| 2014 | Leichen pflastern unsern Weg                                                                            | X, 2014                            |
| 2015 | Remmidemmi (Yippie Yippie Yeah)                                                                         | X, 2014                            |
| 2015 | Schwarz zu blau                                                                                         | X, 2014                            |
| 2016 | Fick das System                                                                                         | Wir sind Gott, 2016                |
| 2016 | Offline                                                                                                 | Wir sind Gott, 2016                |
| 2016 | Wir sind Gott                                                                                           | Wir sind Gott, 2016                |
| 2016 | All you need is love                                                                                    | Wir sind Gott, 2016                |
| 2016 | Offline feat. Compressorhead                                                                            | Wir sind Gott, 2016                |
| 2016 | Made in Germany                                                                                         | Wir sind Gott, 2016                |
| 2016 | Mein Fleisch und Blut                                                                                   | Wir sind Gott (Tour Edition), 2016 |
| 2016 | Wenn der Hammer fällt feat. MC Basstard                                                                 | Wir sind Gott (Tour Edition), 2016 |
| 2017 | Made in USA                                                                                             | -                                  |
| 2017 | Zeit für neue Hymnen                                                                                    | Bestie der Freiheit, 2018          |
| 2017 | Mörder                                                                                                  | Bestie der Freiheit, 2018          |
| 2018 | Lange nicht perfekt                                                                                     | Bestie der Freiheit, 2018          |
| 2018 | Warum kann ich nicht glücklich sein                                                                     | Bestie der Freiheit, 2018          |
| 2018 | Ich hasse dich zu lieben                                                                                | Bestie der Freiheit, 2018          |
| 2018 | Lauter                                                                                                  | Bestie der Freiheit, 2018          |
| 2018 | Lichterloh                                                                                              | Bestie der Freiheit, 2018          |
| 2018 | Behind the Mask                                                                                         | -                                  |
| 2018 | Todesmarsch                                                                                             | Bestie der Freiheit, 2018          |
| 2019 | I Want It All (Queen Cover)                                                                             | Maskenball, 2019                   |
| 2019 | Wir sind keine Band                                                                                     | Maskenball, 2019                   |
| 2019 | Alte Liebe Rostet Nicht (Akustik Version)                                                               | Maskenball, 2019                   |
| 2019 | Da Da Da (Trio Cover)                                                                                   | Maskenball, 2019                   |
| 2019 | Anti Alles                                                                                              | Maskenball, 2019                   |
| 2019 | Freiheit (Westernhagen Cover)                                                                           | Maskenball, 2019                   |
| 2020 | Engel lügen doch                                                                                        | Maskenball, 2019                   |
| 2020 | #FCKCRN                                                                                                 | #FCKCRN, 2020                      |
| 2020 | Ich weiß                                                                                                | #FCKCRN, 2020                      |
| 2020 | Zombieland                                                                                              | -                                  |